# MosVegas 2012
MosVegas 2012 — четвёртый студийный альбом российского рэп-исполнителя ДеЦла, выпущенный на компакт-дисках 4 января 2008 года. Распространение альбома происходило только на концертах и интернет-сайтах.
Альбом был выпущен после четырёхлетнего перерыва под старым творческим псевдонимом рэпера, к которому добавился твёрдый знак — «ДецлЪ». Альбом состоит из 13 песен и 4 бонус-треков и был записан в период с 2005 по 2007 год на московской студии D&D Music. В записи альбома приняли участие рэперы Gunmakaz, МC Молодой, Олег Груз, Big D, Смоки Мо, а также R&B-исполнители Кнара и Iskra.
Музыку для альбома создал Дмитрий «Beat-Maker-Beat» Семёнов при содействии Смоки Мо и Mr. Bruce. Все тексты для альбома написал ДеЦл с участием гостевых рэперов. По словам рэпера, альбом был почти готов ещё в 2006 году, о чём говорится во вступлении, но после ссоры с новым менеджментом компании Universal Music Russia отложил его выпуск, добавив в дальнейшем некоторые новые треки. Название альбома отсылает к концу света, который должен наступить во время столкновения кометы с Землёй 21 декабря 2012 года.
В 2018 году рэпер отметил десятилетие альбома концертами по городам России.

## Критика
В 2008 году редактор журнала Time Out, Георгий Биргер, отметил высокое качество битов с сэмплами, которое, по его мнению, «приблизилось к серьёзному уровню».
В 2019 году редактор газеты «Московский комсомолец», Наталья Малахова, подчеркнула, что в отличие от предыдущей эта работа получилась «андеграундной, с более глубоким, стилистически целостным звучанием».

### Рейтинги
В 2018 году альбом был добавлен сайтом HipHop4Real в список «Вспомнить всё: 10 самых значимых альбомов 2008-го года в русском рэпе».

## Список композиций
| №   | Название                           | Музыка                                   | Длительность |
| --- | ---------------------------------- | ---------------------------------------- | ------------ |
| 1.  | «Intro»                            | BMB                                      | 1:38         |
| 2.  | «Ориджинал врачи» (feat. Gunmakaz) | BMB                                      | 4:30         |
| 3.  | «Опасный» (feat. MC Молодой)       | BMB                                      | 3:48         |
| 4.  | «Интеграция» (feat. Груз)          | BMB                                      | 3:42         |
| 5.  | «Пафос, в стиле MosVegas»          | BMB                                      | 3:09         |
| 6.  | «Street Music» (feat. Big D)       | BMB                                      | 5:32         |
| 7.  | «Сладкий туман» (feat. Смоки Мо)   | Смоки Мо                                 | 3:51         |
| 8.  | «План» (feat. Кнара)               | BMB                                      | 3:17         |
| 9.  | «Ещё один шанс»                    | BMB                                      | 4:40         |
| 10. | «Нас объединяет Джа»               | BMB                                      | 3:45         |
| 11. | «Wow»                              | BMB                                      | 3:24         |
| 12. | «Время осталось мало!»             | Mr. Bruce (басист из группы «Джуманджи») | 4:17         |
| 13. | «Outro»                            | BMB                                      | 4:27         |
| 14. | «Время зажигать» (feat. Кнара)     |                                          | 3:27         |
| 15. | «On & On» (feat. Iskra)            |                                          | 3:46         |
| 16. | «Just Movin'»                      |                                          | 2:57         |
| 17. | «Bonus track 17»                   |                                          | 2:58         |